# جورج آگوستوس هربرت، یازدهمین ارل پمبروک
جورج آگوستوس هربرت، یازدهمین ارل پمبروک (انگلیسی: George Herbert, 11th Earl of Pembroke؛ ۱۰ سپتامبر ۱۷۵۹ – ۲۶ اکتبر ۱۸۲۷) نظامی و سیاست‌مدار اهل پادشاهی بریتانیای کبیر بود. وی همچنین برندهٔ جوایزی همچون نشان بند جوراب شده‌است.